# Bernard Arnault
Bernard Arnault (* 5. března 1949 Roubaix) je francouzský podnikatel. Jeho majetek byl v dubnu 2023 odhadován na 255 miliard dolarů.
Vystudovaný inženýr Arnault je předsedou představenstva koncernu LVMH, do kterého patří značky jako výrobci koženého zboží Louis Vuitton, šampaňského vína Moët & Chandon a koňaku Hennessy. V holdingu Groupe Arnault mu patří 47,5 % akcií (64 % hlasů).

## Osobní život
Od roku 1991 je podruhé ženatý s Hélène Mercierovou, mají tři děti – Alexandra, Frédérica a Jean.
Sbírá současné umění a hraje na piano.
Je přítelem Nicolase Sarkozyho a byl svědkem na jeho svatbě s druhou chotí Cécilií (1996).

## Ocenění
Je rytířem Řádu čestné legie.